# Pernille Louise Sejlund
Pernille Louise Sejlund (født 1979 i København) er en dansk komponist, musiker og performer.
Sejlund begyndte sin musikalske karriere i DR PigeKoret.
Hun har en bachelor i musikvidenskab 2004 og kandidatgrad i komposition på DKDM 2011.
I 2012 og 2013 komponerede hun musik til to kortfilm.
Hun modtog stipendium fra Léonie Sonnings Musikfond i 2014. Hun har været festivalkomponist ved Rudersdal Sommerkoncerter 2014 og Bornholms Musikfestival 2018.
I 2014 udgav hun hun sit debutalbum som solokunstner under titlen Time for Reflection. Albummet omhandlede klimaet og blev til i samarbejde med meteorologen Jesper Theilgaard. Det modtog fire ud af seks stjerner i musikmagasinet GAFFA.

## Diskografi
- Time for Reflection (2014)

### Filmkomponist
- Hakoili (2012, kortfilm)
- The Association of Joy (2013, kortfilm)